# Исторические казармы Москвы

Первые казармы в Москве появились в конце XVIII века. До этого нижние чины (солдаты, драгуны, рейтары и другие) размещались в отдельных слободах или в домах горожан. Многие здания казарм, сохранившиеся до наших дней, являются памятниками архитектуры.
В списке перечислены казармы Москвы:
| Название                                                  | Год учреждения | Статус здания                                                                       | Почтовый адрес                        | Изображение              |
| --------------------------------------------------------- | -------------- | ----------------------------------------------------------------------------------- | ------------------------------------- | ------------------------ |
| Александровские казармы (Чернышевские казармы)            | 1859           |                                                                                     | Павловская улица, д. 8/4              |                          |
| Астраханские казармы (Красногвардейские казармы)          |                |                                                                                     | Волочаевская улица, д. 3              |                          |
| Екатерининские казармы (входят в комплекс Красных казарм) | 1797           | Объект культурного наследия № 7710347000 Памятник архитектуры федерального значения | 1-й Краснокурсантский проезд, д. 3/5. |                          |
| Кремлёвские казармы                                       | 1855           | снесены                                                                             |                                       |                          |
| Крутицкие казармы                                         | 1839           | Памятник архитектуры федерального значения                                          | Арбатецкая улица, д.2/28, стр.1,2,3,4 |                          |
| Лефортовские казармы (входят в комплекс Красных казарм)   | 1830-е         |                                                                                     | 1-й Краснокурсантский проезд, д. 1/4. | Красные казармы в Москве |
| Николаевские казармы (Октябрьские казармы)                | 1899           |                                                                                     | Улица Поликарпова, д.21               |                          |
| Петровские казармы                                        | 1816           |                                                                                     | Улица Петровка, д.38                  |                          |
| Покровские казармы                                        | 1798           | Памятник архитектуры федерального значения                                          | Покровский бульвар, д.3               |                          |
| Сокольнические казармы (Сокольничьи казармы)              | 1870-е         | снесены                                                                             | Улица Матросская Тишина, д.10         |                          |
| Спасские казармы (Красноперекопские казармы)              | 1798           | Памятник архитектуры федерального значения                                          | Садовая-Спасская улица, д.1           |                          |
| Фанагорийские казармы (Семинарские казармы)               | 1885           | Объект культурного наследия № 7710071000 Памятник архитектуры федерального значения | Бауманская улица, д.61                | Фанагорийские казармы    |
| Хамовнические казармы                                     | 1809           | Памятник архитектуры федерального значения                                          | Комсомольский проспект, д.18—24       |                          |